# Michael Dreher (Regisseur)
Michael Dreher (* 1974 in Ruit) ist ein deutscher Filmregisseur, Drehbuchautor und Filmproduzent.

## Leben und Wirken
Dreher studierte von 1997 bis 2006 Filmregie an der Hochschule für Fernsehen und Film München und schloss sein Studium mit Diplom ab. Sein Abschlussfilm Fair Trade erhielt zahlreiche Auszeichnungen. Sein Kino-Debütfilm Die zwei Leben des Daniel Shore wurde 2009 auf den Hofer Filmtagen uraufgeführt.
Des Weiteren produzierte Michael Dreher Werbefilme und Musikvideos.

## Filmografie als Regisseur
- 1997: Der Star (Kurzfilm)
- 1998: In kleinen Schritten (Kurzfilm)
- 2001: Babyboy (Dokumentarfilm)
- 2002: Liveschaltung (Kurzfilm)
- 2006: Fair Trade (Produktion zusammen mit Karim Debbagh)
- 2009: Die zwei Leben des Daniel Shore[1]

## Auszeichnungen
- First Steps Award 2006 in der Kategorie Kurz- und Animationsfilme bis 25 Minuten für Fair Trade
- Deutschen Kurzfilmpreises in Gold 2006 für Fair Trade
- Publikumspreis beim AFI Fest 2006 für Fair Trade
- Hauptpreis der Stadt Schwerin beim  Filmkunstfest Mecklenburg-Vorpommern 2007 für Fair Trade
- Jurypreis beim shnit Kurzfilmfestival 2007 für Fair Trade
- Kurzfilmpreis beim Filmfestival Max Ophüls Preis 2007 für Fair Trade
- Nominierung für den Studenten-Oscar 2007 für Fair Trade